# Sukamanah (Cugenang)
Sukamanah is een bestuurslaag in het regentschap Cianjur van de provincie West-Java, Indonesië. Sukamanah telt 7776 inwoners (volkstelling 2010).